# Cinamaldeído
Cinamaldeído é um composto orgânico com a fórmula ({\displaystyle {\ce {C9H8O}}}) C6H5CH=CHCHO, que ocorre naturalmente como o isómero trans (E) e dá à canela o seu sabor e odor. O composto é um fenilpropanoide que é sintetizado naturalmente pela via do chiquimato. Este líquido amarelo claro, viscoso ocorre na casca da canela e de outras espécies do género Cinnamomum. O óleo essencial da casca da canela é cerca de 90% cinamaldeído. O cinamaldeído decompõe-se em estireno devido à oxidação resultante de más condições de armazenamento ou transporte. O estireno forma-se especialmente em condições de elevada humidade e temperaturas elevadas. Esta é a razão pela qual a canela contém pequenas quantidades de estireno.